# Ponts chartrains
De Ponts chartrains zijn bruggen die zich aan de zuidelijke rand van Blois bevinden, in het Franse departement Loir-et-Cher.

## Geschiedenis
De bruggen werden gebruikt om een nat, overstromingsgevoelig gebied in de bedding van de rivieren de Loire en de Cosson over te steken.
Van de middeleeuwen tot de 18e eeuw liep de weg die Chartres met Bourges verbond over deze bruggen. Ze werden in de 19e eeuw verlaten toen een nieuwe route werd aangelegd, de N156. De bruggen zijn nog steeds begaanbaar.
Een deel van de bruggen bevindt zich in Saint-Gervais-la-Forêt en Vineuil. Ze staan sinds 2006 op de monumentenlijst (monument historique).

## Notities en referenties
1. ↑  Culture 41 - Pont châtré ou chartrain. www.culture41.fr. Geraadpleegd op 17 november 2023.
2. ↑  Pont "Saint-Michel" et ponts sur le Cosson dits "chastrés" ou "chartrains" (également sur communes de Saint-Gervais-la-Forêt et Vineuil). www.pop.culture.gouv.fr. Geraadpleegd op 17 november 2023.